# تیازولیدیندیون

گروه عاملی

تیازولیدیندیون که با نام گلیتازون (به انگلیسی: glitazone) نیز شناخته می‌شود، نام گروهی از داروها است که برای درمان دیابت نوع دوم به کار می‌روند.

## مکانیسم اثر
گلیتازون‌ها روی یک گروه از گیرنده‌های داخل هسته اثر می‌گذارند که با نام گیرنده فعال‌کننده تکثیر پراکسی‌زوم یا PPAR (مخفف عبارت انگلیسی peroxisome proliferator-activated receptors) شناخته می‌شوند.